# RD Slovan
Il Rokometno Društvo Slovan, conosciuto come Grosist Slovan per motivi di sponsorizzazione, è una squadra di pallamano maschile slovena con sede a Lubiana.

È stata fondata nel 1949.

## Palmarès

### Competizioni nazionali
- Campionato jugoslavo: 1

1979-80
- Campionato sloveno di pallamano maschile: 1

2024-25
- Coppa di Slovenia: 1

2024-25